# Rothschildia lebtolimaiana
Rothschildia lebtolimaiana is een vlinder uit de onderfamilie Saturniinae van de familie nachtpauwogen (Saturniidae).
De wetenschappelijke naam van de soort is voor het eerst geldig gepubliceerd door Ronald Brechlin & Frank Meister in 2012.

## Type
- holotype: "male, 16-17.VIII.1998. leg. J.-P. Rudloff. Barcode: BC-RBP 3927"
- instituut: MWM, München, Duitsland
- typelocatie: "Colombia, Central Cordillera, Department Tolima, Municipio Cuello, 6 km W of Cuello, 04.4°N, 75.3°W, 1150 m"